# Nana Asma'u
Nana Asma'u (Nana Asma’u bint Shehu Usman dan Fodiyo, in arabo نانا أسماء بنت عثمان فودي‎?) (Sokoto, 1793 – 1864) è stata una poetessa nigeriana.
Nana Asma'u è stata, anche, una principessa e studiosa musulmana del XIX secolo, figlia del fondatore del Califfato di Sokoto, Usman dan Fodio. Nana ha vissuto nella regione ora conosciuta come Nigeria settentrionale ed è stata testimone di molte battaglie della Jihād africana dell'epoca. Sono queste che forniscono gli argomenti per la sua poesia.
Nana Asma'u non è solo una poetessa per la Nigeria settentrionale, ma un potente simbolo dei valori dello stato di Sokoto. Oggi nel nord della Nigeria, le organizzazioni femminili islamiche, le scuole e le sale riunioni sono spesso dedicate a Nana Asma'u.

## Opere
Il suo lavoro include trattati di storia, legge, misticismo, teologia e politica, fortemente influenzato dalla tradizione poetica araba. Tra le oltre 60 opere superstiti scritte in oltre 40 anni, Nana Asma'u ha lasciato un ampio corpo di poesie in lingua araba, fula e hausa. Molte delle sue opere includono ed enfatizzano le teorie di suo padre il califfo Usama dan Fodio sulle donne leader e sui diritti delle donne all'interno degli ideali comunitari della Sunnah e della Sharia islamica.